# José Luis Azcona Hermoso
Dom José Luis Azcona Hermoso, OAR, (Pamplona, 28 de março de 1940 – Belém, 20 de novembro de 2024)  foi um religioso missionário da Ordem dos Agostinianos Recoletos, bispo católico, bispo emérito prelado do Marajó, no estado do Pará.
Filho de Martín Azcona e Esperanza Hermoso, sua vocação religiosa manifestou-se desde cedo.  Foi para o Seminário Menor aos dez anos de idade na cidade de São Sebastião (Espanha).  Professou os votos simples em 1958 e os votos solenes em 1961.  Foi ordenado sacerdote por Dom Giovanni Canestri, na Basílica de São João de Latrão, em Roma, em pleno Concílio Vaticano II. Em 1964 concluiu a teologia e cursou o doutorado em teologia moral no Instituto Alfonsiano dos padres redentoristas em Roma. Foi premiado em 2022 com a Ordem do Mérito Princesa Isabel.

## Atividades antes do episcopado
Trabalhou na Alemanha entre 1966 e 1970 como capelão de imigrantes espanhóis. Por duas vezes foi provincial da Congregação. A seguir, trabalhou na Espanha, Alemanha e Colômbia, até chegar ao Brasil em 1985.

## Episcopado
Foi nomeado bispo em 25 de fevereiro de 1987 por João Paulo II.  A sagração episcopal ocorreu em 5 de abril de 1987 por D. Alberto Gaudêncio Ramos, em Belém (Pará).  Desde 12 de abril daquele ano permanece em Soure, na Ilha de Marajó.
Lema: "In nomine Domini" (Em nome do Senhor).
Em sua atuação pastoral, denunciou a situação miserável em que vive a população do arquipélago, a devastação ambiental e a pesca predatória na região. Além disto, denunciou também a prostituição infantil e o tráfico de mulheres da Prelazia para a Guiana Francesa e para a Europa.  Por estas denúncias vem sendo ameaçado de morte.

## Sucessões
Dom José Luís foi o 3º Bispo do Prelado de Marajó, sucedeu a Dom Alquilio Álvarez Díez. Desde 1 de junho de 2016 foi sucedido por Dom Evaristo Pascoal Spengler, tornando-se Bispo Emérito desta circuncisão. 